# Gasteropteron meckeli
Gasteropteron meckeli is een slakkensoort uit de familie van de Gastropteridae. De wetenschappelijke naam van de soort is voor het eerst geldig gepubliceerd in 1813 door Kosse.